# مقاطعة غراند بورت
مقاطعة غراند بورت إحدى ضواحي موريشيوس، بلغ عدد سكانها 115,546 نسمة، تبلغ مساحتها 260.3 كيلومتر مربع.

## الموقع
تشترك في الحدود مع:
- مقاطعة موكا.